# Округ Јакима (Вашингтон)
Округ Јакима (енгл. Yakima County) је округ у америчкој савезној држави Вашингтон.

## Демографија
По попису из 2010. године број становника је 243.231, што је 20.65 (9,3%) становника више него 2000. године.
| Група             | 2000.           | 2010.           |
| Белци             | 125.733 (56,5%) | 116.024 (47,7%) |
| Афроамериканци    | 2.157 (1,0%)    | 2.320 (1,0%)    |
| Азијати           | 2.124 (1,0%)    | 2.560 (1,1%)    |
| Хиспаноамериканци | 79.905 (35,9%)  | 109.470 (45,0%) |
| Укупно            | 222.581         | 243.231         |